# Tangara mordoré
Lanio fulvus
Espèce
Statut de conservation UICN

 LC  : Préoccupation mineure
Le Tangara mordoré (Lanio fulvus) est une espèce de passereaux appartenant à la famille des Thraupidae.